# یوگنیفکا (آلماتی)
یوگنیفکا (به قزاقی: Yevgenyevka) یک منطقهٔ مسکونی در قزاقستان است که در شهرستان انبکچی‌قزاق واقع شده‌است.